# موفق حسين
موفق حسين  لاعب كرة قدم عراقي سابق. وهو حالياً مدرب للمنتخب العراقي لفئة الناشئين، لعب مع منتخب العراق لكرة القدم وشارك في الكثير من البطولات المحلية والخارجية، ومنها كأس الخليج 1986 وقد سجل هدف في مرمى منتخب الإمارات لكرة القدم.